# Metz-le-Comte
Metz-le-Comte is een gemeente in het Franse departement Nièvre (regio Bourgogne-Franche-Comté) en telt 186 inwoners (2009). De plaats maakt deel uit van het arrondissement Clamecy.

## Geografie
De oppervlakte van Metz-le-Comte bedraagt 14,0 km², de bevolkingsdichtheid is 12,9 inwoners per km².
De onderstaande kaart toont de ligging van Metz-le-Comte met de belangrijkste infrastructuur en aangrenzende gemeenten.

## Demografie
Onderstaande figuur toont het verloop van het inwonertal (bron: INSEE-tellingen).